# Cladacanthella scabra
Cladacanthella scabra is een hydroïdpoliep uit de familie Plumulariidae. De poliep komt uit het geslacht Cladacanthella. Cladacanthella scabra werd in 1816 voor het eerst wetenschappelijk beschreven door Lamarck. 